# Crocidura monticola
Crocidura monticola är en däggdjursart som beskrevs av Peters 1870. Crocidura monticola ingår i släktet Crocidura och familjen näbbmöss. IUCN kategoriserar arten globalt som livskraftig. Inga underarter finns listade i Catalogue of Life.
Denna näbbmus förekommer på södra Malackahalvön samt på flera av Sundaöarna från Sumatra och Borneo till Timor. Den lever i låglandet och i bergstrakter upp till 2000 meter över havet. Crocidura monticola vistas i ursprungliga skogar.